# Lucy Thurman
Lucy Thurman, född 1849, död 1918, var en amerikansk aktivist. 
Hon var ordförande för National Association of Colored Women 1904–1908. 